# Ambigrama

Um ambigrama rotacional do vocábulo "ambigram"

Ambigrama (derivada da junção da palavra latina -ambo, que quer dizer "'ambíguo'", com o radical grego -gram, "'amostra de escrita'") é uma palavra ou uma frase escrita ou desenhada de tal forma que suportam pelo menos duas leituras diferentes se vistas por diferentes pontos de vista. Trata-se de um exercício de design gráfico que brinca com ilusões ópticas, simetria e percepção visual. Alguns ambigramas apresentam uma relação entre sua forma e seu conteúdo.
Ambigramistas (artistas criadores de ambigramas) podem criar ambigramas distintos das mesmas palavras, diferindo tanto no estilo quanto na forma.

## Etimologia
A palavra ambigrama foi cunhada por Douglas Hofstadter, um estudioso americano de ciência cognitiva, mais conhecido como o autor do livro Gödel, Escher, Bach, vencedor do Prêmio Pulitzer.

## História

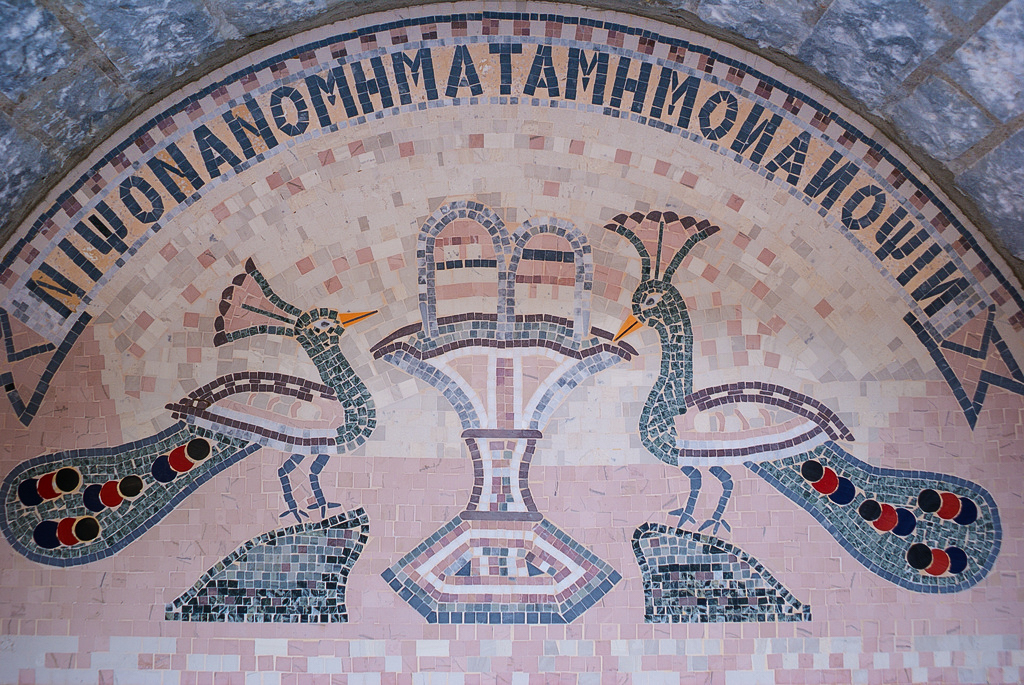
Ambigrama espelhado ΝΙΝΟΝΑΝΟΜΜΤΑΜΑΜΗΜΟΝΝΑΝΟΙΝ (Lave seus pecados, não apenas seu rosto) inscrito em grego antigo sobre uma fonte de água benta fora do local fora do mosteiro de Panagia Malevi, Grécia. Todas as letras são simétricas verticalmente, com o N estilizado Ͷ na parte certa, para que a frase possa ser lida da mesma forma em duas direções.

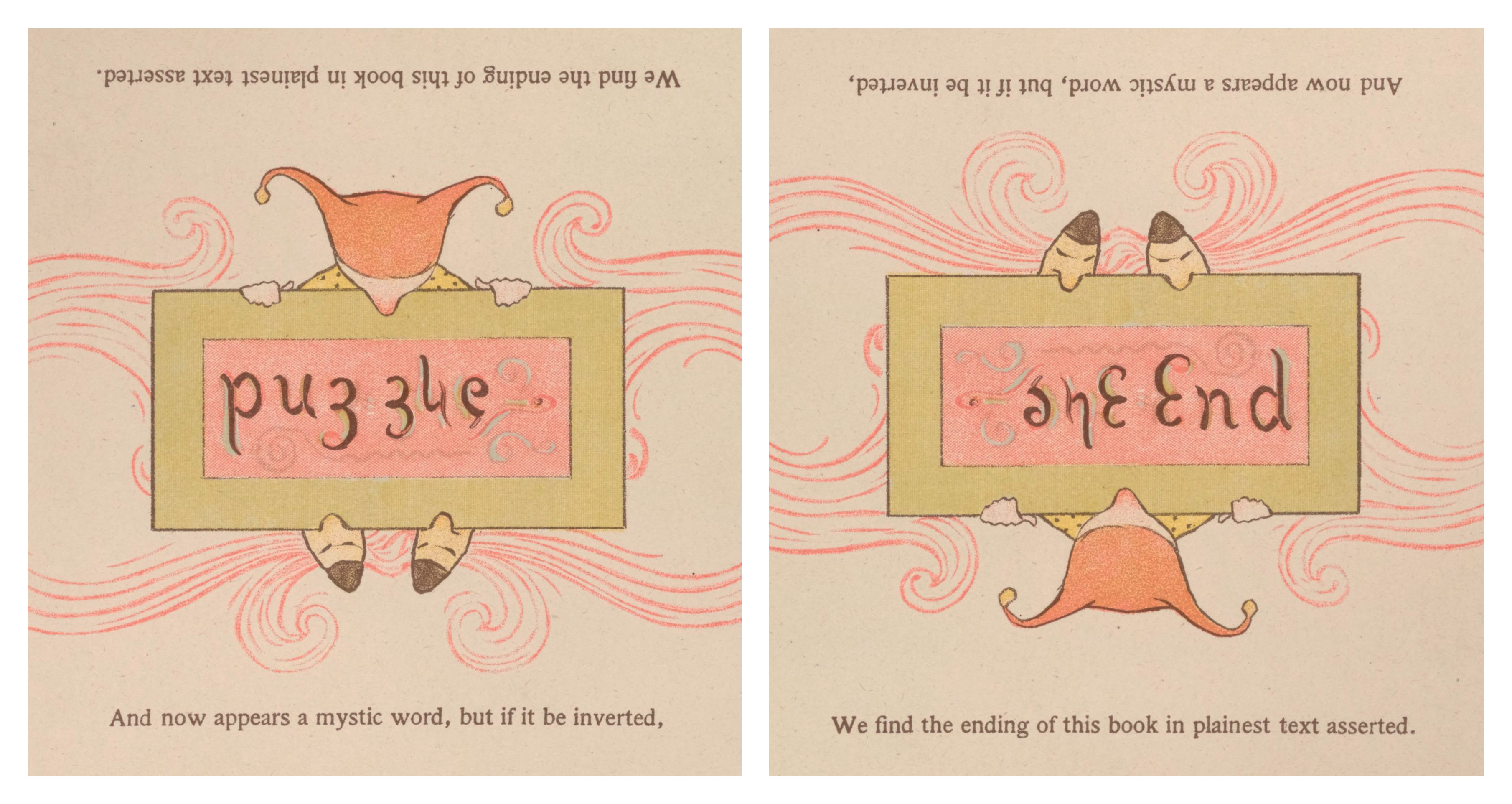
Quebra-cabeça de ambigrama rotacional não espelhado Puzzle / the end, por Peter Newell, 1893.

Embora o termo seja recente, a existência de ambigramas espelhados tem sido atestada desde pelo menos o primeiro milênio. Eles são geralmente palíndromos estilizados para serem visualmente simétricos.
O mais antigo ambigrama rotacional não espelhado conhecido data de 1893 pelo artista Peter Newell. Embora mais conhecido por seus livros infantis e ilustrações para Mark Twain e Lewis Carroll, ele publicou dois livros de ilustrações reversíveis, em que a imagem se transforma em uma imagem totalmente diferente quando virada de cabeça para baixo.
Em março de 1904, o quadrinista holandês-americano Gustave Verbeek usou ambigramas em três tiras consecutivas de The UpsideDowns of old man Muffaroo and little lady Lovekins. Seus quadrinhos eram imagens ambíguas,feitas de tal forma que se poderia ler o gibi de 6 painéis, virar o livro e continuar lendo.

## Técnicas de Criação
Não há um método universal para criar ambigramas, pois existem diferentes métodos para realizá-los. Uma série de livros oferecem vários métodos para criar ambigramas (por exemplo, WordPlay, "Cy Eye Twisters", entre outros).
Softwares de computador foram desenvolvidos para criar ambigramas automaticamente. O primeiro foi 'Ambimatic', criado em 1996. Este programa foi baseado em caracteres, usando um banco de dados de 351 glifos em que cada personagem foi interposto com outro. Este gerador só poderia interpor uma palavra para si mesmo ou outra palavra do mesmo comprimento. Por essa razão, a maioria dos ambigramas gerados eram de má qualidade. Em 2007, o desenvolvedor de software Mark Hunter projetou o FlipScript.com. Ele usa um método mais complexo para criar ambigramas, com um banco de dados de 5 milhões de curvas, e vários estilos de escrita.

## Gallery

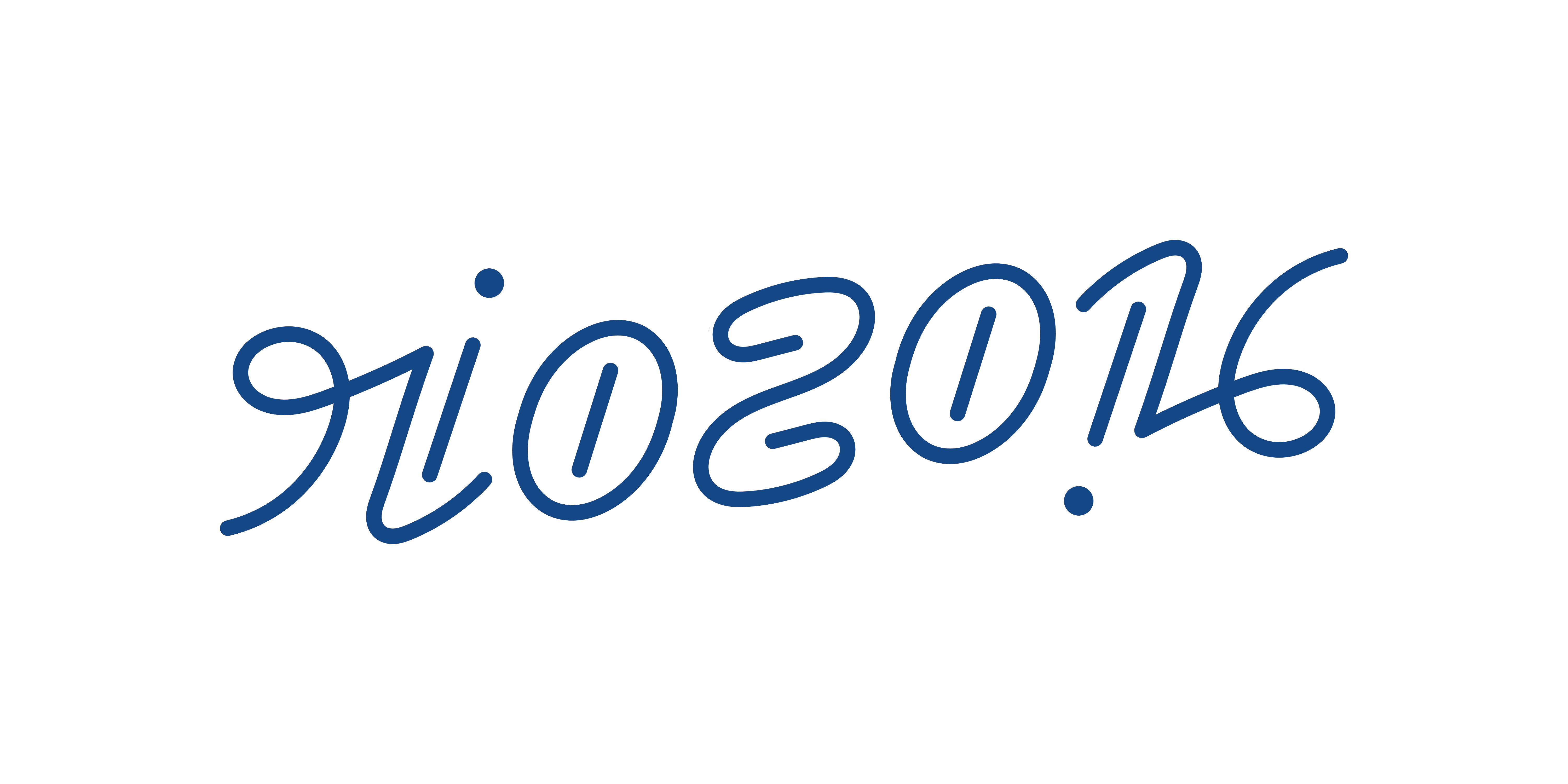
Ambigrama "Rio 2016". Simetria rotacional de 180o. Logotipo criado para os Jogos Olímpicos de Verão no Rio de Janeiro em 2016.
Ambigram "Ambigram / Wikipedia".
Rotational ambigram, "Say Yes".
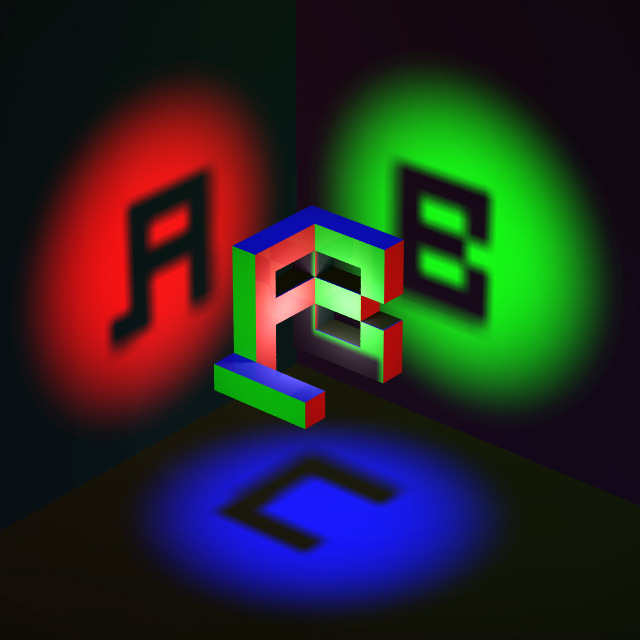
Ambigrama em 3-D ABC.
Ambigrama rotacional, "Two in One", 180° rotational symmetry.
Mirror and rotational ambigram of an arithmetic operation illustrating the commutative property, 2+1+5=8.
Ambigrama "Stay Here", 180° rotational symmetry.
Ambigrama ABBA.
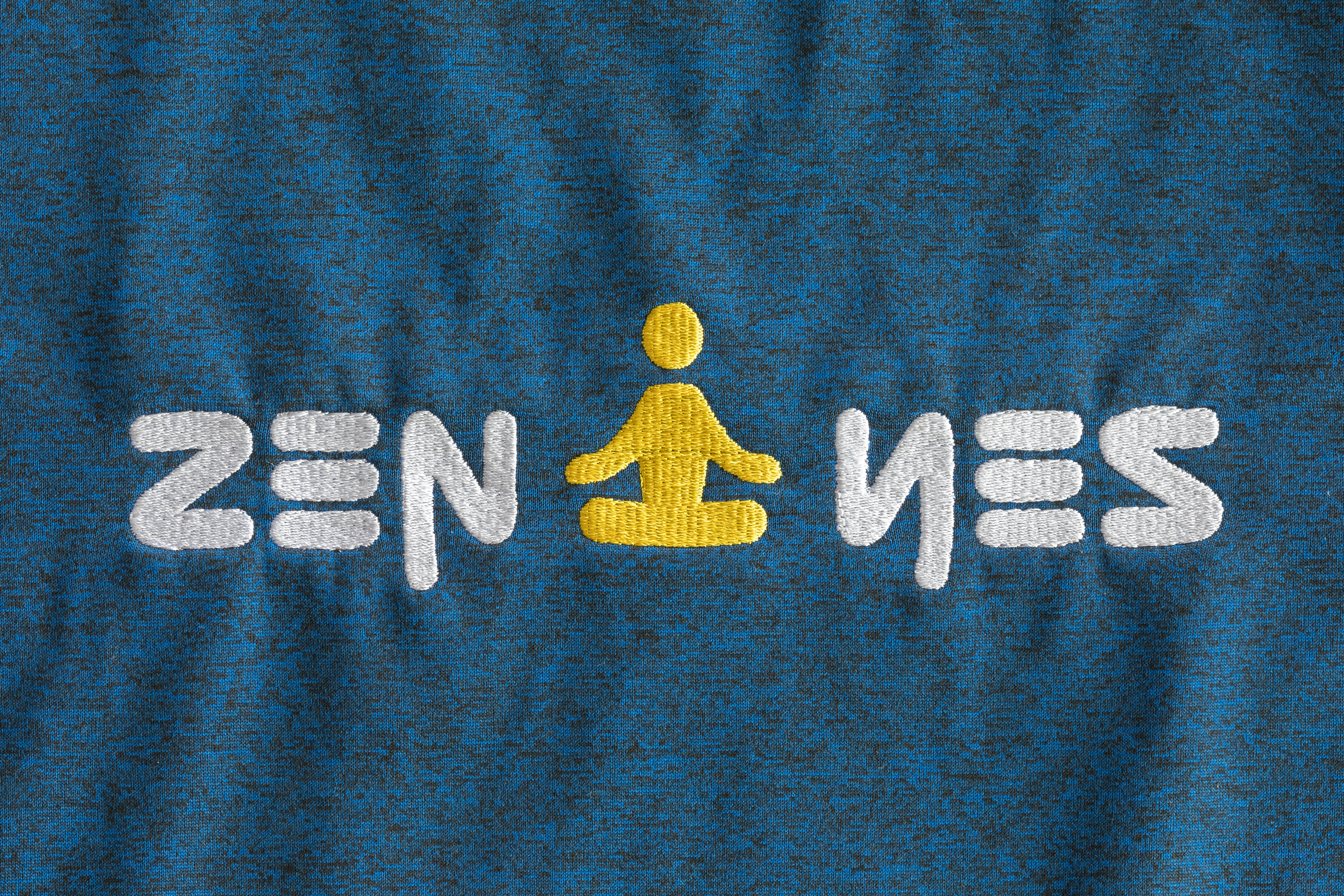
Ambigram "Zen Yes" .
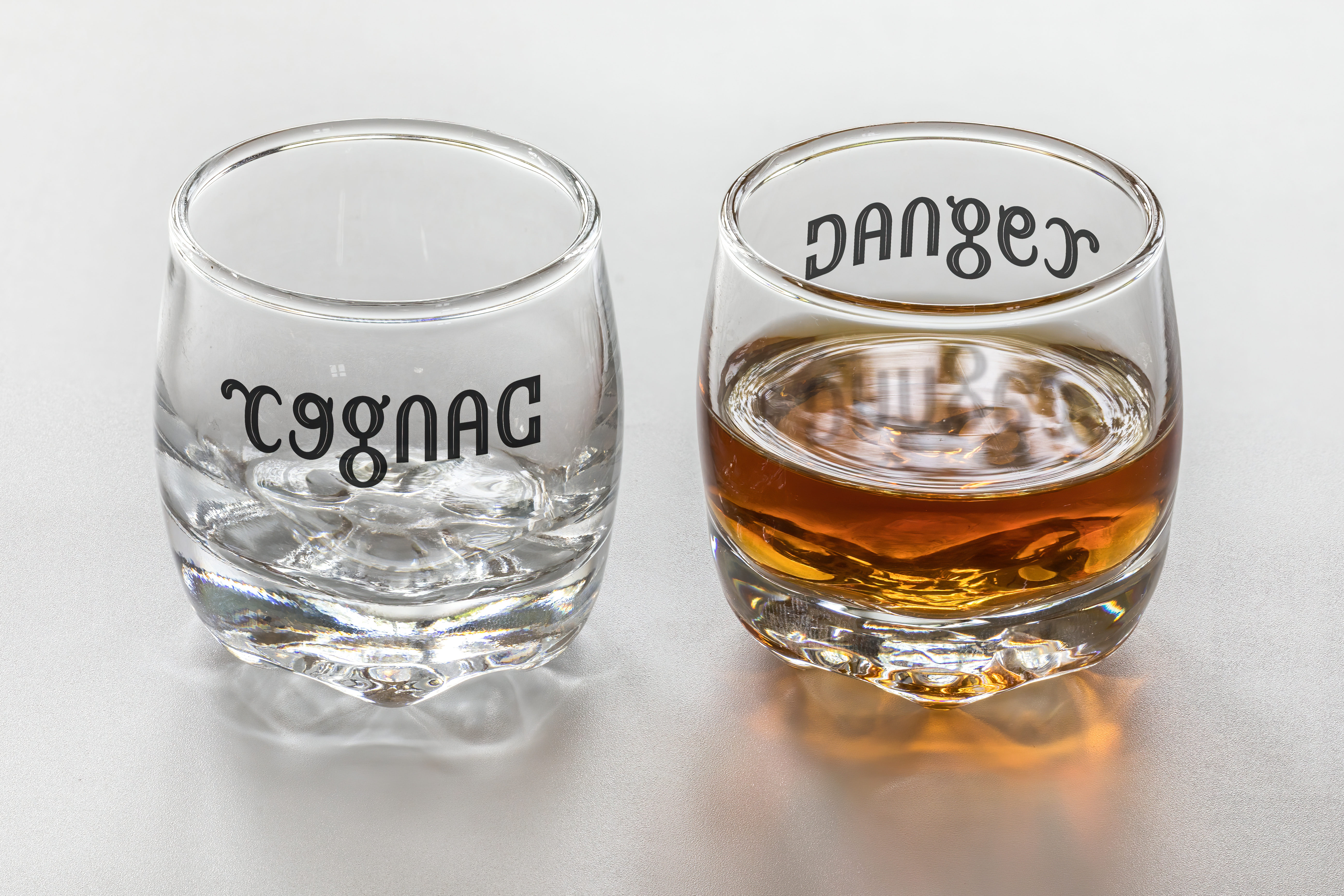
Ambigram "Cognac / Danger", simetria de espelho (eixo vertical), frente e para trás, em um conjunto de dois copos de shot. Aviso humorístico relacionado ao consumo de álcool.